# Giuseppe Alessandro Piola Caselli
Giuseppe Alessandro Piola Caselli (Alessandria, 16 giugno 1824 – Torino, 7 maggio 1910) è stato un ammiraglio italiano.

## Biografia

### I primi anni
Giuseppe Alessandro Piola Caselli, figlio quartogenito del conte Antonio Piola e di donna Luigia Caselli (e fratello minore di Carlo Giuseppe Piola Caselli): poiché una parente di Carlo Alberto (28.XI.1837) aveva acconsentito che i loro figli assumessero anche il cognome della madre (reso illustre dal cardinale che aveva negoziato il Concordato napoleonico per ristabilire la religione cattolica in Francia dopo la Rivoluzione Francese), si è firmato dapprima Giuseppe Piola e poi Alessandro Piola Caselli ed a tale nominativo gli è stata dedicata la via nel litorale di Ostia.
Il suo esordio marinaro avviene nel 1843 nella Marina del Regno di Sardegna sulla corvetta a vela Aurora, comandata dal barone Filippo Augusto Corporandi d'Auvare, in una campagna d'istruzione nel Mediterraneo centrale ed orientale, toccando Malta e Corfù, facendo il periplo del Peloponneso e passando nell'Egeo, compendiando esercitazioni abbraccianti tutta la scienza e la vita marinara e facendo pratica delle manovre. Quindi si dirigono in Medio Oriente. Dopo aver navigato l'estate dopo sulla fregata Beroldo, passa per oltre due anni sul brigantino Daino, il cui comandante è dapprima Alberto Paroldo; trascorrono i primi mesi in Levante, al ritorno passano a Cipro, nuovamente a Malta, a Tripoli ed a Tunisi, quindi tornano a Genova.
Ma il 25 novembre 1845, comandante il capitano di vascello Federico Scoffiero, fanno vela per l'America Latina, toccando Rio de Janeiro, diretti al Mar del Plata. Arrivati a Montevideo trovano d'Auvare, al comando dell'Aquila, con cui Scoffiero intreccia della corrispondenza, girata al Principe Eugenio, il quale viene così informato che il Daino è stato destinato principalmente a Buenos Aires. Le autorità locali, nei vari conflitti, tra cui quello per la libertà di Montevideo, vedono di buon occhio delle unità della Marina Militare del Regno di Sardegna a far da ago della bilancia, ritenendola meno legata agli interessi di parte, rispetto alle potenti flotte francese ed inglese.  Proprio qui al Plata ha occasione di conoscere personalmente Garibaldi. Il Daino vien richiamato in patria poiché Carlo Alberto, vista l'eccedenza di bilancio di questa missione, ha deciso di continuarla ma con meno unità, lasciandovi il Colombo, coadiuvato dalla Ninfa. Rientrato a Genova, trascorre una quarantina di giorni sull'avviso Authion, che fa la spola con la Sardegna, ed 1 giorno sull'Aquila.

### La Prima Guerra d'Indipendenza
Durante la Prima Guerra d'Indipendenza nel 1848 passa sul piroscafo Malfatano, poi sulla fregata Euridice e quindi sulla fregata San Michele, agli ordini di Persano. Quando Garibaldi, passando per la pineta di Ravenna, giunge in settembre a Genova, sarà per qualche giorno sul San Michele come prigioniero "del cavalleresco comandante Persano", come scriverà poi. Nell'autunno-inverno del 1849-50 è comandante della cannoniera Sentinella, lungo le coste della Sardegna, dove salva il carico del Nostra Signora del Carmine.
Poi effettua una crociera, sulla corvetta San Giovanni, comandata da Edoardo Tholosano, a Tangeri e Tunisi: qui il ministro degli esteri Raffo introduce gli ufficiali presso Sua Altezza il Bey e vengon decorati dell'Ordine del Nichau. Al ritorno, toccando prima la Sardegna, ricevono, tramite il Monzambano, la notizia che Cavour ha assunto un dicastero comprendente anche la Marina. Nel 1851 è sulla fregata Des Geneys; poi, sulla pirocorvetta Govérnolo, al comando di Persano, torna con la divisione navale (con San Giovanni, Aquila, Aurora, Staffetta e Colombo) in Levante: toccano Creta, Cipro, fissano vari consolati, quindi rientrando, sulla rotta Cagliari e Palmas, dove si eseguono delle esercitazioni, devono poggiare al sorgitore di Hyères per il maltempo, infine arrivano a Genova.

### Ritorno in America Latina
Imbarcato dal 1852 al 1854 sulla corvetta Aquila, al comando del capitano di fregata Giovanni Battista Albini, torna al Mar del Plata. 
Arrivati a Montevideo, l'aspetto più rilevante di questa missione è la fondazione dell'Ospedale Italiano, ossia prevalentemente per i liguri che vi esercitano il cabotaggio, avendo i consoli Marcello Cerruti e Gavazzo già gettato zelantemente le basi per esso, avvalendosi anche dei notabili del posto. Grazie sempre ai buoni uffici di Cerruti vien fondato anche l'Ospedale Italiano di Buenos Aires, che le complicazioni politiche di Montevideo avevano fatto rimandare.  Passando per le Azzorre, l'Aquila rientra a Genova.

### La Campagna di Crimea
Dopo un periodo di riposo, Piola Caselli riprende il mare, sulla pirofregata Carlo Alberto, prima facendo la spola con la Sardegna, per spostamenti di truppe, e poi per la guerra di Crimea. Comandandate è Vincenzo Ricardi di Netro. Il 25 aprile 1855 il Carlo Alberto parte da Genova con truppe e materiali per l'Oriente, toccando Malta, dove si rifornisce di carbone. La mattina del 1º maggio riparte ed il 5 sera, passati i Dardanelli, àncora alla Fontana del Pascià, per poi proseguire per Costantinopoli il mattino dopo. Il 18 maggio muore di colera un marinaio, il 22 si hanno 3 casi, per cui Alfonso La Marmora fa allontanare l'unità da Balaklava, lasciando solo 2 imbarcazioni con 33 uomini. Intanto, a bordo, Piola Caselli vien incaricato della batteria. Nella notte del 31 maggio gli equipaggi del Carlo Alberto e del Castelfidardo accorrono prontamente con tutte le lance in soccorso al Manila, che ha preso fuoco, riuscendo a far sbarcare, in sole 2 ore, ben 960 barili di polvere. Al plauso di lord Raglan e di Mackenzi, comandante del Manila, si unisce quello di Alfonso La Marmora e dell'ammiraglio Orazio Di Negro. Al 31 maggio i morti di colera del corpo di spedizione son saliti a 24 e solo il Carlo Alberto ne annovera altri 4; malgrado ciò, lascia la rada di Balaklava, per portarsi alla fonda di Kamiesh, pronto a qualsiasi evento, entrando in linea con le navi alleate, nel timore che la flotta russa possa compiere un atto aggressivo, ciò non avviene poiché essa ha sbarcati i cannoni per portarli sulle mura. Poi il 6 svanirà per il Carlo Alberto anche l'occasione di battersi. Nemico ben più insidioso continua ad essere il colera, che causa la morte persino del gen. Alessandro La Marmora. La notte del 18 giugno per ordine di Alfonso La Marmora il Carlo Alberto deve però p recarsi a Balaklava ad imbarcare 200 soldati, da portare all'ospedale di Jeni-Keni, in seguito altri 240 e poi ancora 200 a quello di Jeni-Koi.
In ottobre, destinato alla fregata oneraria Euridice, fa invece ritorno a Genova sul Carlo Alberto, perché affetto da vari mesi da congiuntivite. Ma una settimana dopo vi si deve reimbarcare, il 17 novembre 1855  per accompagnare Vittorio Emanuele II e la sua corte, con la scorta del Govérnolo, a Marsiglia, diretto a Londra ed a Parigi, un viaggio che influenzerà fortemente le sorti dell'Italia. Avendo però il Carlo Alberto bisogno di esser sottoposto ad alcuni lavori, Piola Caselli il 31 gennaio 1856 si imbarca sul Govérnolo, comandante Albini, per 14 giorni di guerra, diretto in Crimea. Qui, per ordine dell'ammiraglio Orazio Di Negro, passa immediatamente fino al 1° ag. come ufficiale al dettaglio sull'Euridice, prendendo quindi parte alle operazioni di rientro degli uomini e dei materiali a Genova.
Nella primavera del 1858 è addetto alla corvetta San Giovanni, in disarmo, passa quindi sul Daino (comandante Lampo), facente parte,  della divisione navale che effettua una campagna d'istruzione a Cartagena, Lisbona, Gibilterra, Palmas, La Maddalena..
Nella primavera del 1859 è sul Malfatano, comandante Alessandro Wright, facente la spola con Tolone, dove carica i francesi che sbarcano a Genova per la Seconda Guerra d'Indipendenza. Subito dopo torna sul Carlo Alberto, comandato da Persano, sempre al come ufficiale al dettaglio. Intanto raggiunse il grado di Luogotenente di vascello
Nel marzo 1860 è sulla pirofregata Maria Adelaide.

### L'impresa dei Mille
Dal 14 marzo 1860 passa immediatamente fino al 19 giugno come comandante sul veloce avviso Authion, impiegandosi in missioni che gli vengono affidate da Cavour, desideroso di esser informato della situazione in Sicilia. Infatti Francesco Serra Cassano, segr. gen. della marina, il 18 gli scrive, da Torino, per conto di Cavour, che si tenga pronto a partire, con la maggior quantità possibile di carbone. L'Authion fu spedito nelle acque di Messina per assumere tutte le possibili informazioni sul vero stato delle cose in quella città, e dopo aver toccato Trapani, per raccogliere altre informazioni, si recherà a Cagliari, dove, per telegrafo, spedì rapporto scritto. Puntualmente, il 27, dopo aver telegrafato, fa un rapporto a Cavour, in cui accenna ad una visita fatta al gen. Letizia ed agli "evviva all'Italia ed al Re Vittorio Emanuele". Malgrado la stretta sorveglianza della polizia intorno all'Authion, egli torna a Palermo, come attesta il console Rocca relazionando Cavour. Il 1º maggio Piola Caselli vien nominato cavaliere dell'Ordine Mauriziano.
La presenza dell'Authion nelle acque siciliane ha anche un duplice scopo, distrarre dall'arrivo del Piemonte e del Lombardo. Essendo infine Garibaldi partito da Quarto, occorre provvedere alle possibili conseguenze internazionali: Cavour incarica Persano di riunire nel Golfo di Cagliari tutta la squadra, meno l'avviso, che deve continuare a fare la spola, per recare notizie su quanto accade in Sicilia. Piola Caselli, riceve anche missive per Garibaldi.
Tornato a Genova, Piola corre a Torino da Cavour, per delucidargli di persona i propositi di prendere parte all'impresa dei Mille, ma deve congedarsi senza aver ricevuto l'assenso sperato: se ne torna perciò in treno mogio mogio al suo bastimento.
Appena risalito a bordo, ha la sorpresa di leggere l'assenso telegrafico. Il Presidente del Consiglio, forse galvanizzato da altri, scrive anche una lettera a Mathieu, in cui profila addirittura che Piola potrebbe tentare di impadronirsi dei vascelli napoletani, purché si tenga estraneo ad intrighi né si associ a trame repubblicane portate avanti dai tanti che circondano Garibaldi. Infine gli raccomanda di tenerlo informato dell'andamento delle cose.
Garibaldi il 14 maggio 1860 era sbarcato a Marsala. Piola si dimette in giugno dalla Marina del Regno di Sardegna per organizzare la futura Marina dittatoriale siciliana di Garibaldi, col grado di capitano di fregata.

#### Ministro della Marina siciliana
Con decreto dittatoriale del 13 giugno fu nominato da Garibaldi segretario di stato per la marina siciliana.
Finalmente Piola può scrivere di tutta fretta a Garibaldi una lettera per annunciargli che sta facendo imbarcare sul Rubattino (sul quale anch'egli partirà per Cagliari), altri sul Washington, vari cannoni, acquistati da Orlando, l'industriale e macchinista del Lombardo, cui la Marina li vendeva come ferraccio: è evidentemente un modo di Cavour per agevolare l'impresa senza compromettersi prematuramente. 
Fa presente a Cavour che, benché presto possa avere una discreta flottiglia, gli manchino ufficiali idonei, chiede quindi di poter prendere con sé Carlo Alberto Racchia, Paolo Orengo, Felice Napoleone Cavevaro, Giovanni Battista Magnaghi, Gherardi, Bozzani e Giuseppe Denti. Il 10 Piola scrive a Cavour, tra l'altro, "Il Dittatore (Garibaldi) continua sempre a parlare del Governo di Vittorio Emanuele con enfasi, oggi principalmente più che mai"."Mi ordinò di preparare un 800 barche atte a caricarvi cannoni e 20 uomini ciascuna". Intanto il napoletano Amilcare Anguissola vorrebbe mettere a disposizione la Veloce, da lui comandata, Persano declina, per le grosse implicazioni diplomatiche, ma gli suggerisce di porsi agli ordini del Dittatore. Evento che fa molta sensazione alla corte di Francesco II.  Persano il 13, scrivendo a Cavour, critica che Piola con la Garibaldi abbia catturato due piccoli mercantili a vapore, questi il medesimo giorno risponde all'ammiraglio che, qualora il Dittatore dovesse mettersi in opposizione al governo, tutte le unità debbano passare sotto il suo comando, dicendosi certo che si possa fare affidamento assoluto su Piola, per questo motivo lo autorizza ad accettare le dimissioni di alcuni ufficiali, che siano però devotissimi alla monarchia costituzionale, per passare anch'essi con Garibaldi. Qualche storico, come Agrati, si mostra caustico nei confronti di Piola, dicendo che in realtà sia agli ordini di Persano e quindi di Cavour, ma non tiene conto che Garibaldi lo sa benissimo, il padre, il conte Antonio Piola, è consigliere del Re, anzi proprio per questo motivo il Generale lo vuole con sé, come garante della propria lealtà verso il governo, l'unico in grado di dargli gli aiuti necessari e di fargli da scudo, rendendosi conto che non bastino le belle idee, quando si rischi di esser presi nella morsa delle potenze europee. Cavour scrive nuovamente a Piola, mostrando finezza psicologica: "Ella ha fatto bene a rimaner al Ministero secondo i consigli dell'Amm. Persano. Quest'atto di deferenza per Garibaldi deve avergli conciliato la sua stima ed affezione. Ella potrà quindi acquistare reale influenza su di lui e valersene pel bene dell'Italia".
Il 15 un decreto dittatoriale approva il bilancio della Marina dittatoriale siciliana, per una spesa superiore ai 15 milioni, per assoldare uomini ed acquistare navi in Francia ed Inghilterra, specialmente da trasporto. Il 20 Piola, scrivendo una lunga lettera a Cavour, lo informa che sta noleggiando un migliaio di barche capaci di 15 uomini ciascuna e che sta trasferendo 15.000 uomini a Messina, ma intanto già imbastisce il suo proposito di recarsi per un sopralluogo a Castellammare di Stabia. Oramai ha un ruolo chiave. 
Il 1º agosto Piola scrive a Depretis in merito a vari legni, Crispi lo informa di alcune trattative in corso in Inghilterra. Avendo la marina garibaldina 8 vapori in moto perpetuo, non vi è sosta né nell'ufficio di Piola né in quello di Bertani, intanto si è quasi al Faro di Messina, i legni arrivano quasi fin a sfiorare quelli napoletani, senza che nulla accada, tanto da dedurre,"È una nuova guerra quella che noi facciamo".

#### Con il "Tukery" assale il "Monarca"
Dovendo passare lo stretto, Garibaldi vorrebbe impossessarsi della fregata Borbone, in armamento a Napoli, anche perché scuoterebbe gli animi, ma i suoi ufficiali lo scongiurano di non esporsi in una così temeraria impresa. In acque vicine, a Castellammare di Stabia, dove è in allestimento il vascello borbonico Monarca, si cimenta Piola. Con il Tüchery con 600 uomini a bordo, e due compagnie di bersaglieri la notte del 13-14 agosto entra nel porto di Castellammare di Stabia, per assalire il vascello borbonico Monarca e tentare di tirarlo fuori del porto, audacissima impresa che non però riesce; col tafferuglio che ne deriva, l'assalitore si ritrova le artiglierie portuali addosso. Episodio che tuttavia fa molta impressione, poiché le cannonate si sentono fino alla corte di Napoli. e per il quale Piola Cselli verrà decorato.

#### Le dimissioni
Ai primi di settembre vi è un fortissimo braccio di ferro tra Crispi e il prodittatore Depretis poiché questi capisce che, senza la sicurezza che darebbe l'annessione, possidenti e capitalisti non si prestino a metter fuori denaro, come delucida scrivendone a Garibaldi.
Intanto si è deciso di mandare Piola Caselli da Garibaldi, che è in marcia, per chiedergli di far votare per l'annessione. Lo raggiunge all'Osteria del Fortino.
Il Prodittatore invia nuovamente Piola da Garibaldi,  per avvertirlo che i suoi ministri nel governo dittatoriale siciliano si dimetteranno, se non si procede subito al voto, poiché ogni ritardo renderebbe la Sicilia ingovernabile. Il 7 settembre notte raggiunge Garibaldi, è a letto e, dopo la marcia forzata e l'ingresso a Napoli, stanchissimo. L'8 registra un altro insuccesso. Anzi dà ordine a Piola di non tornare a riferire, ma di rimanere a Napoli a disposizione, per prestare la sua collaborazione ad uno sbarco ad Ostia! Anche Depretis raggiunge allora Garibaldi, ma lo trova irremovibile, anzi va lui stesso a Palermo ad impedire l'annessione, nominando Anguissola ministro della marina delle Due Sicilie, creando malcontento nell'Isola, gelosa della propria autonomia.
Poiché Depretis si dimissiona, lo stesso fa Piola Caselli, come relaziona a Cavour, e il 18 settembre al suo posto è nominato Giovanni Battista Fauché.
Vorrebbe poter avere la Garibaldi. Intanto l'esercito del Re di Sardegna ha iniziato a scendere lungo la penisola. Il 29 settembre vien firmata la resa di Ancona. Da Fieno si rammarica delle dimissioni di Piola Caselli da ministro. La flotta messa da Garibaldi a disposizione di Vittorio Emanuele II, sotto gli ordini di Persano, è ancòra a Napoli, anziché a Genova, poiché i marinai, appena udita la facoltà di rimanere o sciogliersi dal servizio, in un baleno sono scomparsi, cosicché la fregata è rimasta in porto con il Monarca (ribattezzato Re Galantuomo). Il 25 Cavour raccomanda a Villamarina di far assegnamento su Piola, che non molli le due unità, di dargli eventualmente anche degli uomini. Poi scrive direttamente a Piola, anche per blandirlo: "Lodo la S.V. per aver dato la sua dimissione quando il Dittatore persistette a non voler l'annessione della Sicilia. Ella ha agito da ufficiale d'onore, non mi aspettava meno da lei. Ora il Dittatore avendo assunto un contegno recisamente ostile al Governo, è da temersi che lasci il potere e presto venga nelle mani dei repubblicani. Per questo caso ella dovrà fare il possibile onde salvare la squadra, operando d'accordo col Marchese Villamarina".
È verissimo che le ex unità napoletane son state aggregate da Garibaldi alla squadra sarda a Napoli, ma il fatto che una di esse si trovi a Genova non significa che non appartenga alla marina sarda.
Intanto il 10 ottobre Piola scrive a Garibaldi, "qual figlio devotissimo". Da Fieno il 17 Persano scrive a Cavour che a Piola spetti la difesa della propria amministrazione, tanto falsamente attaccata dal suo successore Giovanni Battista Fauché e compagni. Piola venne intanto promosso capitano di vascello il 18 ottobre 1860.

### Il rientro nella Regia Marina
Da Napoli, Piola riscrive a Garibaldi, per prender formalmente congedo da lui, rimettendo nelle sue mani quel grado; vien riammesso in servizio nella marina sarda come capitano di corvetta e nominato cavaliere dell'Ordine Militare di Savoia; il 4 dicembre, da Torino, si sfoga nuovamente con lui, poiché vogliono che prenda parte ad una commissione che gli faccia rinnegare la posizione occupata in Sicilia, Queste tre lettere sono interessanti poiché confutano quanto asserito da Alberto Mario e pubblicato poi dalla sua vedova Jessie White, che Piola "non cercava altro che di screditare Garibaldi", trattandosi di illazioni senza fondamento.
A datare poi dal 1º gennaio 1861 è nominato capitano di fregata, quindi dal 21 marzo è al comando del pirovascello Volturno nella nuova Regia Marina italiana. In questo periodo, il 13 febbraio suo fratello, il generale Carlo Giuseppe, ha firmato per accettazione la resa di Gaeta. Per ordine del Luogotenente del Re, il Principe Eugenio di Savoia Carignano, da aprile a luglio si reca da Napoli a Gaeta ad imbarcare uomini, animali e materiali da condurre a Livorno, poi prosegue per Genova. Il 4 Cavour scrive al Luogoten. del Re a Palermo, il gen. Alessandro Della Rovere, per far chiarezza sulla gestione di Piola CAselli della marina siciliana.
Passa poi al comando del Malfatano, mentre il governo britannico gli conferisce una spada d'onore per il salvataggio del mercantile Cairo.
Riceve subito dopo l'incarico di Capo di Stato Maggiore presso il Comando Generale del primo Dipartimento Marittimo di Genova, fino al 1º giugno 1861.
Dal 22 settembre 1862 al 17 gennaio 1863 è comandante della Maria Adelaide, facente da scorta alla squadra navale (con Duca di Genova, Italia, Garibaldi ed Authion), messa a disposizione del principe ereditario, Umberto, che accompagna in Portogallo sua sorella Maria Pia, sposa del Re don Luìs.  Poi dal 1º luglio 1863 al 22 gennaio 1864 è comandante della pirocorvetta Etna, facente parte della squadra navale, comandata dal contrammiraglio Pompeo Provana del Sabbione, che va a fare esercitazioni, anche di sbarco, lungo le coste della Sardegna.
Dal 26 gennaio al 17 marzo 1864, è comandante della Maria Adelaide e fino al 17 ottobre del piroscafo Volturno. Infine fino al 29 maggio 1866, è comandante della pirocorvetta Principessa Clotilde.

### Comandante dell'"Ancona" nella battaglia di Lissa
Scoppia la terza guerra d'indipendenza e Depretis comunica a Persano la propria nomina a ministro della marina, in sostituzione del generale Angioletti, partito per il campo. Piola è destinato al comando della pirocorazzata Ancona fino al 29 novembre 1866. Il 21 maggio 1866 Persano notifica alla squadra che la guerra è aperta, stabilendo un ordine di marcia. Dall'8 al 13 luglio l'Ancona prende parte alla crociera detta "del giusto mezzo"; il 16 punta sul passaggio tra le isole di Busi e di Lissa, il 18 va con altre corazzate agli ordini di Vacca ad attaccare le batterie di Porto Comisa, senza vantaggio, essendo troppo alte, così quelle di Porto Mànego attaccate da Albini, passa quindi in rinforzo a Persano contro i forti di San Giorgio. Il giorno dopo si ha la battaglia di Lissa, lo scontro con la flotta di Teghetoff, mentre il forte Benting dirige i colpi dall'alto. Una granata appicca fuoco all'appartamento di Piola, vittime 2 uomini sul colpo e poi altri 4 dei 25 feriti, alcuni dell'equipaggio accorrono a domare le fiamme, tutti si comportano lodevolmente, tanto che proporrà 6 marinai al passaggio alla classe superiore.
Il 28 agosto Depretis scrive, un po' allarmato, al comandante in capo della squadra d'operazione in Ancona, esser stato pubblicato un piano della battaglia "Giornata di Lissa (20 luglio 1866) disegnata da un ufficiale superiore dell'Armata Italiana di operazione". Il libello risulta ascrivibile a Piola Caselli, in trasgressione all'art. 1 della Legge 2907 del 17 maggio. Egli si scusa dicendo che in quel periodo era nel nord dell'Europa, tant'è vero che ne ha mandato copia anche al proprio Comando d'appartenenza.
Piola Caselli depose prima all'Uditorato di Ancona il 4 sett., poi all'Alta Corte di Giustizia (del Processo a Persano) a Firenze del 5 aprile 1867,.

#### La Commissione Castelli
Vien formata una strana Commissione presieduta dal sen. Edoardo Castelli, allorché diviene ministro il gen. Federico Pescetto, il quale non darà requie a Piola Caselli in questo periodo. "Dagli specchi caratteristici si raccoglie che quest'ufficiale è di carattere poco conciliante, poco pieghevole ai superiori, ed alquanto presuntuoso", gli si rimprovera l'episodio della Maria Clotilde, ma non si tien nel minimo conto l'audacia dimostrata a Castellammare di Stabia. Il Lumbroso rileverà l'incongruenza di questa commissione, che arriva persino a censurare Anguissola (il quale peraltro neppure era a Lissa), volendolo colpire a tutti i costi per esser passato con la sua fregata borbonica con Garibaldi: Crispi, appena lo viene a sapere, infuriato, entra in consiglio urlando e schiamazzando, per l'inconsulta sentenza verso un ufficiale che ha fatto tanto per la causa dell'indipendenza, ma non difende Piola, essendo stato un garibaldino "ad personam" anziché un integralista, inoltre troppo legato a Depretis, in questo periodo dimissionario. Il gioco dei partiti prende il sopravvento. Il nuovo consiglio dei ministri, presieduto da Rattazzi, non solo giustamente non approva le conclusioni della Commissione (censurando cioè una commissione di censura!), ma la dichiara illegale. Basti osservare che l'Ancona ha ricevuto la bandiera di combattimento donatale dalla città di Ancona 6 giorni dopo la battaglia.

### Comandante del Corpo Reale Equipaggi e della Scuola di Artiglieria Marina
Piola Caselli è comand. superiore della pirofreg. Gaeta che, con la Principessa Clotilde, il 20 luglio 1867 muove dalla Spezia, su ordine del min. Pescetto, per andare ad incrociare lungo le coste pontificie, per impedire un eventuale sbarco di Garibaldi, raccomandando di visitare i bastimenti sospetti. Ad esse si aggiungono subito delle altre unità.  Dall'11 ottobre 1867 è al comando della pirofreg. corazzata Messina, facente parte della squadra del Mediterraneo.  Il 24 novembre Piola vien nominato ufficiale dell'Ordine Mauriziano.
Passa poi comandante del Corpo Reale Equipaggi. Suo fratello Luigi, referendario al Consiglio di Stato, dà parere favorevole all'acquisto dei segreti relativi ai fuochi Coston per le segnalazioni. Dal 10 sett. 1870 al 1° nov. 1871 è comand. della pirocorv. Re Galantuomo (ex Monarca), adibito a nave per cannonieri della Scuola d'Artiglieria Marina. Conseguì il grado di capitano di vascello di 1ª classe nel 1871.
Dal 1º dicembre 1871 è sul Re di Portogallo, direttore della Scuola di Artiglieria Marina, a La Spezia, quindi nuovamente comandante del Corpo Reale Equipaggi, poi della corazzata San Martino, fino alla fine del 1874, quando alla Spezia verrà sottoposta a lavori di ammodernamento, e nel frattempo vien decorato della commenda Mauriziana.
Nel 1875 è al comando della corazzata Maria Pia, quindi fino a fine anno, sulla stessa, della divisione sott'ordine.

### Contrammiraglio
Promosso nel 1876 contrammiraglio, è comandante la Divisione Navale dal 16 luglio 1878 all'11 settembre 1879, dapprima sulla corazzata Roma e poi sulla Venezia.
Facendo parte del Consiglio Superiore di Marina è tra i fondatori dell'Accademia Navale di Livorno: partecipa alla riunione dell'11 ottobre 1880, presieduta dal vice ammiraglio Augusto Buglione di Monale, presenti Tommaso Bucchia, Gavino Paliacci di Suni ed il capit. di vasc. Luigi Merlin. Nella seduta del 14 dic., presente anche l'ispettore del genio navale Guglielmo Pucci, il dir. gen. Benedetti ed il capit. di vasc. Albini, letta la legge del 16 maggio 1878, se he fissano modalità e programmi.
Collocato a riposo il 16 novembre 1882, pochi mesi dopo, il 1° mar. 1883, si presenta candidato a deputato nel collegio genovese di Chiavari-La Spezia, anche se non ha successo. Nel 1885 sposa a Porretta Terme la giovanissima contessina russa Olga Uvarov, figlia di Alessandro e della principessa Natalia Gorchakov: il 18 agosto 1889 nascerà il figlio Alessandro che, nella Prima Guerra Mondiale, sarà un valoroso pilota d'aeroplano.

## Onorificenze

### Onorificenze estere
- Uff. dell'Ordine del Nichau
- Spada d'Onore conferitagli dal Governo Britannico pel salvataggio del "Cairo"
- Med. d'oro portoghese al merito di generosità e filantropia per il soccorso nell'incendio a Lisbona

### Fonti archivistiche
- Archivio Centrale dello Stato, Archivio Depretis
- Archivio Centrale dello Stato, Marina Militare
- Archivio Piola Caselli
- Biblioteca Centrale di Firenze
- Museo Centrale del Risorgimento, Roma, Vittoriano
- Museo del Risorgimento di Milano, Archivio Guastalla
- Museo del Risorgimento di Milano, Carte Bertani
- Museo del Risorgimento di Milano, Garibaldino Curatolo
- Museo del Risorgimento di Torino